# Vladislavs Soloveičiks
Vladislavs Soloveičiks (ur. 25 maja 1999 w Rydze) – łotewski piłkarz, grający na pozycji pomocnika.

## Kariera piłkarska

### Kariera klubowa
Wychowanek Skonto FC, w barwach którego w 2016 rozpoczął karierę piłkarską. W 2017 przeszedł do RTU FC. 30 sierpnia 2017 został piłkarzem Zenitu Petersburg. 1 marca 2019 przeniósł się do FK Valmiera. 14 stycznia 2020 zasilił skład Kołosu Kowaliwka.

### Kariera reprezentacyjna
W 2015 występował w juniorskiej reprezentacji Łotwy.
Potem bronił barw U-19 oraz młodzieżowej reprezentacjach Łotwy.